# ルイ＝フィリップ・ド・セギュール

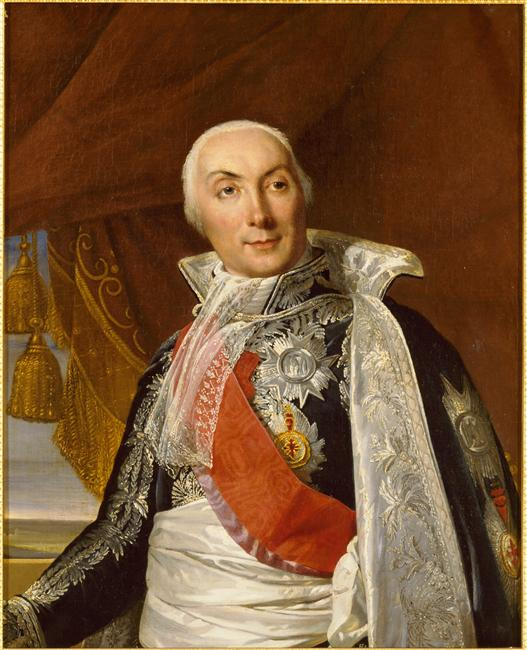
セギュール伯爵ルイ＝フィリップ

セギュール伯爵ルイ＝フィリップ（フランス語: Louis-Philippe, comte de Ségur、1753年12月10日 パリ - 1830年8月27日）は、フランスの軍人、外交官、歴史家。

## 生涯
フィリップ・アンリ・ド・セギュール侯爵の息子として、1753年12月10日にパリで生まれた。1769年にフランス軍に入隊した後、1781年にアメリカ独立戦争に参戦、ジャン＝バティスト・ド・ロシャンボー伯爵の部下で大佐として戦った。1784年、ロシア駐在フランス大使に任命され、女帝エカチェリーナ2世の宮廷で受け入れられた。またエカチェリーナ2世の観劇用にいくつかの喜劇を書いた。1787年1月、サンクトペテルブルクでフランスに極めて有利な通商条約を締結した後、1789年にパリに帰還した。
同年にフランス革命が勃発したときは同情的な態度をとり、1791年に外交官としてベルリンに派遣されたが邪険にされ、セギュールは耐えかねて決闘を挑んだ後にベルリンを去った。以降は一時引退したが、1801年にナポレオン・ボナパルトの要請を受けて立法院議員に就任、後にフランス儀典総官を務め、1813年には元老院議員になった。1814年、セギュールはナポレオンの退位に賛成票を投じ、ルイ18世の貴族院の議員になったが、1815年の百日天下でナポレオンに寝返ったため全ての職を一時的に失い、1819年にようやく回復した。セギュールは1830年革命を支持したが、その直後の1830年8月27日にパリで死去した。

## 家族
1777年4月30日にアントワネット・エリザベート・マリー・ダゲッソー（Antoinette Élisabeth Marie d'Aguesseau）と結婚、3男1女をもうけた。
- ルイーズ・アントワネット・ポーリーヌ・ド・セギュール（1778年 - 1812年）
- オクターヴ＝アンリ・ガブリエル・ド・セギュール（フランス語版）（1779年 - 1818年）
- フィリップ＝ポール・ド・セギュール（1780年 - 1873年）
- オリヴィエ・アレクサンドル・ド・セギュール（1790年 - 1791年）

## 著作
本節の出典は。
- Pensées politiques（パリ、1795年）
- Histoire des principaux évènements du règne de Fréderic-Guillaume II（1800年）
- Contes（1809年）
- Mémoires（3巻、1824年）
- Œuvres complètes（34巻、1824年）
- Histoire de France（11巻、1824年 - 1834年）
- Histoire des juifs（1827年）